# 黑孩子
《黑孩子》是理查德·赖特的自传体小说。作者在南方度过了童年并发展了自己的种族关系。最后他搬回到芝加哥，在那里开始了自己的写作生涯，并且成为美国共产党的一员。

## 故事情节
《黑孩子》（《美国饥饿》）是理查德·赖特童年与青少年期的回忆录，被分为两部分：“南方之夜”（关于他在南方度过的童年）与“恐惧与荣誉”（关于他在芝加哥的刚成年时期）。
小说以四岁的赖特放火烧房子为开端，这一特质也贯穿全书。怀特是一个好奇心很重的孩子，但他生活的家庭却是一帮严厉苛刻的宗教女以及一伙缺乏责任感的粗暴男。很快他便和自己的生活环境发生了摩擦，不喜欢和其他孩子玩，喜欢自己读书，并且小小年纪便信任无神论而拒绝教堂。随着年龄的增长，他感到愈发格格不入。在接触到了南方20世纪20年代气猖獗发展的种族主义后，他发现了种族主义的非正义性，尤对白人（及其他黑人）排斥自己对知识的欲望与潜在的企图反感至极。父亲抛妻弃子后，他在病怏怏的母亲、狂热的宗教祖母以及七大姑八大姨九大叔之间疲惫辗转。当他去白人世界找工作碰运气时，遭遇了极端种族主义与野蛮的暴力，而这一直伴他终老。一家人被饥饿逼上了绝路。他们一起把北方当作机遇之地，于是在东拼西凑够资金后，理察德和姑姑去了芝加哥，并跟母亲和兄弟许诺以后来接他们。
他发现北方比南方的种族歧视要少很多，开始形成对美国种族关系的具体观念。他做过很多工作，大多都是卑下的杂活。白天擦洗地板，晚上阅读普鲁斯特以及医学杂志。一家人还是穷困潦倒，母亲在一次中风后瘫痪了，亲戚们又不简断地针对他的无神论思想和阅读来烦他。他看不出这意义何在。他在邮局找了一份工作，遇见一些同意他的愤世思想，特别是宗教观点的白人。那些人邀他加入约翰里德俱乐部，这是一个鼓励艺术与社会变革的组织。他还进入了一个叫做《左翼》的杂志社。他渐渐醉心于共产党，开始与他们接触。
起初他以为自己会在党内找到朋友，特别是在那些黑人党员中间，但是他发现他们和那些南方白人一样害怕改变。共产党员惧怕与自己意见不同的人，而赖特，作为一个一直质疑并且表达自己思想的人，很快便被贴上“反革命”的标签。在试图脱离共产党时，有人指控他携众叛党。赖特目睹了另一名黑人党员因反革命活动被审问，于是决定退党。但他仍旧被贴以“党敌”的标签，党员们还威胁他远离各种工作与集会。然而，他并未回击他们，因为他相信他们在蹒跚中摸索向他所信仰的观念：团结，宽容，平等。在书的结尾他决心以自己的笔墨探索出一条革命之路：他认为所有人都渴望一种充实的生活，而对他而言，写作是自己通向人心之路。

## 美国饥饿
1977年，赖特自传的第二部分在他死后出版，名为《美国饥饿》，主要讲述的是赖特的党员生涯，以及对共产党理解的破灭。赖特本来是想将两部分以一个整卷出版的，但月书俱乐部提出，如果他同意回到芝加哥并且略去自己在北方的任何困难与失落而不提，便重点推出他的书——赖特1940年的小说《土生子》是月书俱乐部选摘的非洲裔美国人作品的第一本书。《黑孩子》第一版零售本是195，000份，通过月书俱乐部卖出351，000份。1991年，美国图书馆以《黑孩子》（《美国饥饿》）为书名出版了这两个部分。

## 选文
I would hurl words into this darkness and wait for an echo, and if an echo sounded, no matter how faintly, I would send other words to tell, to march, to fight, to create a sense of hunger for life that gnaws in us all.  ~Richard Wright, American Hunger, 1977
我要向着黑暗大声呼喊，然后等待回音。如果听到回音，不管多么微弱，我都会报以更多话语，为啃噬我们所有人的生活而诉说，而抗争，而创生一种饥饿感。理查德·赖特《美国饥饿》1977